# Торвіскон
Торвіскон (ісп. Torvizcón) — муніципалітет в Іспанії, у складі автономної спільноти Андалусія, у провінції Гранада. Населення — 788 осіб (2010).
Муніципалітет розташований на відстані близько 390 км на південь від Мадрида, 41 км на південний схід від Гранади.
На території муніципалітету розташовані такі населені пункти: (дані про населення за 2010 рік)
- Торвіскон: 647 осіб
- Салас-Контрав'єса: 113 осіб
- Ла-Дееса: 28 осіб

## Демографія
Динаміка населення (INE ):

## Галерея зображень

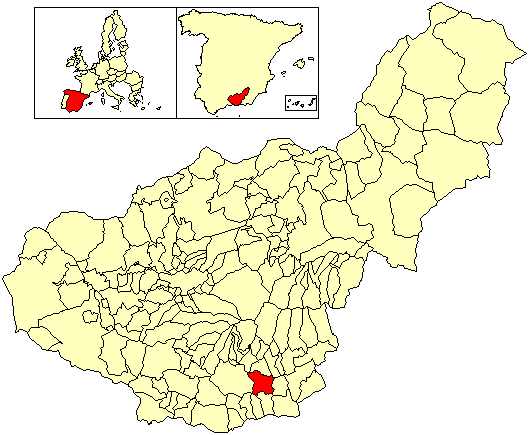
Розташування муніципалітету у провінції Гранада